# Urban Legends: Final Cut
Urban Legends: Final Cut es una película de terror protagonizada por Jennifer Morrison, Hart Bochner, Matthew Davis, Loretta Devine, Joey Lawrence y Eva Mendes. El filme fue dirigido por John Ottman, quien además se encargó de editar la película y componer la música. Se estrenó en el año 2000 y se basa en una premisa similar a la de su antecesora, consistente en que un asesino mata a varios estudiantes de una escuela de cine al estilo de conocidas leyendas urbanas.

## Sinopsis
Amy Mayfield estudia cine en una de las escuelas más prestigiosas del país dedicadas a la carrera. Como parte de un proyecto, cada uno de los alumnos debe filmar una película de terror, pero Amy no encuentra la inspiración necesaria.
Reese Wilson, guardia de seguridad del campus, propone como argumento los sucesos de la Universidad de Pendleton, ocurridos dos años atrás y en los que varios estudiantes fueron asesinados en la recreación de varias leyendas estudiantiles.
Pero alguien parece tomarse demasiado en serio el hecho de ganar el concurso, y pretende eliminar uno a uno a sus competidores.

## Reparto
| Actores            | Personajes                |
| ------------------ | ------------------------- |
| Jennifer Morrison  | Amy Mayfield              |
| Matthew Davis      | Trevor Stark/Travis Stark |
| Hart Bochner       | Profesor Solomon          |
| Joey Lawrence      | Graham Manning            |
| Anson Mount        | Toby Belcher              |
| Anthony Anderson   | Stan Washington           |
| Eva Mendes         | Vanessa Valdeon           |
| Michael Bacall     | Dirk Reynolds             |
| Jessica Cauffiel   | Sandra Petruzzi           |
| Marco Hofschneider | Schorm "Simon" Jabuscko   |
| Loretta Devine     | Reese Wilson              |
| Jacinda Barrett    | Lisa                      |
| Rebecca Gayheart   | Brenda Bates              |